# The Abused
The Abused sind eine New-York-Hardcore-Band, die sich 1981 gründete und einen signifikanten Einfluss auf das Genre hatte.

## Geschichte
Zum Zeitpunkt der Gründung von The Abused waren die Mitglieder Teenager im Alter von 13 bis 15 Jahren. Die ersten Auftritte fanden im A7 statt, einem kleinen Club im East Village, der ab 1981 die erste Spielstätte für Bands des aufkommenden Hardcore-Genres in New York darstellte. Nachdem der New Yorker Club CBGB sich für Hardcorebands geöffnet hatte und sonntags Hardcore-Matinees veranstaltete, konnten The Abused auch dort spielen, mussten aber im Gegensatz zu anderen Bands ein Pfand hinterlegen, um für eventuell entstehende Schäden aufkommen zu können. 1983 veröffentlichte die Band ihren nebst einer Demokassette von 1982 einzigen Tonträger, die EP „Loud and Clear“, die gemäß dem die Hardcoreszene prägenden DIY-Gedanken auf dem extra hierfür von der Band gegründeten Label Abused Music veröffentlicht wurde und auf 500 Exemplare limitiert war. Die Aufnahmen der acht Stücke erfolgten in den Hi-Five-Studios in New York, in denen später auch Reagan Youth und die Cro-Mags aufnahmen. Das Bandphoto auf der Rückseite des Covers stammt von Randy Underwood, der auch für die Photos auf der ersten Agnostic-Front-EP United Blood verantwortlich war. Nach Veröffentlichung der EP spielten die Bandmitglieder noch eine Weile zusammen, beendeten dann aber ihre musikalischen Karrieren. Offiziell wurde die Band nie aufgelöst.
Im Dezember 2008 kam die Band zu einem einmaligen Konzert zusammen. 2013 erschien eine erweiterte Neuauflage ihrer EP, die 21 Stücke umfasste.
Sänger Kevin Crowley, der für das gesamte Artwork und die Konzertflyer der Band verantwortlich war, ist in seiner Freizeit auch weiterhin als Zeichner aktiv, so gestaltete er Cover der Hardcorebands Waste Management und Shark Attack.

## Stil
The Abused spielen mittelschnellen bis schnellen New York Hardcore mit deutlichen Oi-Anleihen. Auffällig sind die häufigen Tempowechsel und die metal-, bisweilen auch krautrockartigen Gitarrensoli.
Als einer der ersten Vertreter des New York Hardcore waren The Abused stilprägend für das Genre. Roger Miret stuft die Band trotz ihres geringen Outputs als einen der wichtigsten Vertreter des Genres ein. Keith Burkhardt von Cause for Alarm sieht in der Band einen der Gründungsväter des New York Hardcore-Sounds. Das Vorkommen von Abused-Stücken auf diversen Hardcore-Samplern, unter anderem auf dem deutschen Lost & Found-Label, spiegelt diese Bedeutung wider.
Textlich standen The Abused der Straight-Edge-Bewegung nahe, die 1981 in Washington ihre Anfänge nahm. Einige der Abused-Texte propagieren ein drogenfreies Leben, und eine Phrase aus dem Lied Drug Free Youth war der Aufhänger für den Bandnamen der New Yorker Straight-Edge-Band Youth of Today.
Sänger Kevin Crowley ist Schöpfer des New-York-Hardcore-Logos, bestehend aus den Buchstaben N, Y, H und C vor einem großen X, das noch heute von vielen Bands des Genres benutzt wird.

## Diskografie
- 1983: Loud and Clear (EP, Abused Music)